# Međuopćinska nogometna liga Daruvar – Pakrac – Grubišno Polje 1981./82.
Međuopćinska nogometna liga Daruvar – Pakrac – Grubišno Polje je bila liga šestog stupnja nogometnog prvenstva Jugoslavije u sezoni 1981./82. 

Sudjelovalo je 12 klubova, a prvak je bio klub "Bilogorac" iz Grubišnog Polja. 

## Sustav natjecanja
12 klubova je igralo dvokružnu ligu (22 kola). 

## Ljestvica
| mj. | klub                       | ut. | pob | ner | por | gol+ | gol- | bod |
| --- | -------------------------- | --- | --- | --- | --- | ---- | ---- | --- |
| 1.  | Bilogorac Grubišno Polje   | 22  | 17  | 2   | 3   | 71   | 29   | 36  |
| 2.  | Slavonac Lipik             | 22  | 15  | 3   | 4   | 68   | 26   | 33  |
| 3.  | Dinamo Dežanovac           | 22  | 11  | 4   | 7   | 63   | 49   | 26  |
| 4.  | Kamen Sirač                | 22  | 12  | 1   | 9   | 66   | 51   | 25  |
| 5.  | Ilova Blagorodovac         | 22  | 10  | 3   | 9   | 48   | 47   | 23  |
| 6.  | Slavonija Prekopakra       | 22  | 8   | 6   | 8   | 42   | 52   | 22  |
| 7.  | Partizan Donji Grahovljani | 22  | 9   | 2   | 11  | 53   | 49   | 20  |
| 8.  | Dinamo Badljevina          | 22  | 8   | 4   | 10  | 54   | 55   | 20  |
| 9.  | Radnik Veliki Grđevac      | 22  | 8   | 4   | 10  | 40   | 53   | 20  |
| 10. | Mladost Kusonje            | 22  | 5   | 6   | 11  | 34   | 54   | 16  |
| 11. | Radnički Grubišno Polje    | 22  | 6   | 2   | 14  | 40   | 67   | 14  |
| 12. | Jedinstvo Miokovićevo      | 22  | 3   | 3   | 16  | 36   | 81   | 9   |

- Miokovićevo – tadašnji naziv za Đulovac

## Rezultatska križaljka
| kratica | klub                       | !BIL | DINB | DIND | ILO | JED | KAM | MLA | PAR | RADČ | RADK | SLAA | SLAI |
| --- | -------------------------- | ---- | ---- | ---- | --- | --- | --- | --- | --- | ---- | ---- | ---- | ---- |
| BIL | Bilogorac Grubišno Polje   |      |      |      |     |     |     |     |     |      |      |      |      |
| DINB | Dinamo Badljevina          |      |      |      |     |     |     |     |     |      |      |      |      |
| DIND | Dinamo Dežanovac           |      |      |      |     |     |     |     |     |      |      |      |      |
| ILO | Ilova Blagorodovac         |      |      |      |     |     |     |     |     |      |      |      |      |
| JED | Jedinstvo Miokovićevo      |      |      |      |     |     |     |     |     |      |      |      |      |
| KAM | Kamen Sirač                |      |      |      |     |     |     |     |     |      |      |      |      |
| MLA | Mladost Kusonje            |      |      |      |     |     |     |     |     |      |      |      |      |
| PAR | Partizan Donji Grahovljani |      |      |      |     |     |     |     |     |      |      |      |      |
| RADČ | Radnički Grubišno Polje    |      |      |      |     |     |     |     |     |      |      |      |      |
| RADK | Radnik Veliki Grđevac      |      |      |      |     |     |     |     |     |      |      |      |      |
| SLAA | Slavonac Lipik             |      |      |      |     |     |     |     |     |      |      |      |      |
| SLAI | Slavonija Prekopakra       |      |      |      |     |     |     |     |     |      |      |      |      |
| |                            |      |      |      |     |     |     |     |     |      |      |      |      |
| podebljan rezultat - utakmice od 1. do 11. kola (1. utakmica između klubova) rezultat normalne debljine - utakmice od 12. do 22. kola (2. utakmica između klubova) rezultat nakošen - nije vidljiv redoslijed odigravanja međusobnih utakmica iz dostupnih izvora rezultat smanjen * - iz dostupnih izvora nije uočljiv domaćin susreta prekrižen rezultat - poništena ili brisana utakmica p - utakmica prekinuta 3:0 p.f. / 0:3 p.f. - rezultat 3:0 bez borbe n.i. - nije igrano |                            |      |      |      |     |     |     |     |     |      |      |      |      |

 Izvori: